# Attaque de train
L'attaque d'un train est une méthode criminelle permettant de s'emparer de valeurs (paie, transferts de fonds, objets précieux) convoyés par le chemin de fer. Élément emblématique de la conquête de l'Ouest américain popularisé par le cinéma, le braquage d'un train est une opération également pratiquée au XXe siècle avec des moyens humains et logistiques bien plus importants.

## Braqueurs de train célèbres
- Le Gang de Reno
- Jesse James (1847 – 1882)
- Butch Cassidy (1866 - 1908)
- William Carlisle (1890 - 1964)

## Attaques célèbres
- Grand vol d'or de 1855, Royaume-Uni - France (1855)
- Attaque de Big Springs, Nebraska (1877)
- Attaque du Canyon Diablo, Arizona, (1889)
- Fairbank Train Robbery, Arizona (1900)
- Raid de Rogów, Pologne (1906)
- Raid de Bezdany, Lituanie (1908)
- Attaque de Baxter's Curve, Texas (1912)
- Conspiration de Kakori, Inde (1925)
- Attaque du train de l'or, France (1938)
- Attaque du train de Clermont-Ferrand par la Résistance du Puy-de-Dôme. Butin : un milliard de francs. 9 février 1944[1]
- Attaque du train de Neuvic par la Résistance de la Dordogne, France (26 juillet 1944)
- Attaque du train blindé de Paray-le-Monial, 22 août 1944, dans l’objectif de libérer un convoi de prisonniers en route pour les camps de concentration nazis
- Attaque du train de Japeri, Brésil (1960)
- Attaque du train postal Glasgow-Londres, Royaume-Uni (1963)
- Attaque de Sallins, Irlande (1976)

## Dans la fiction

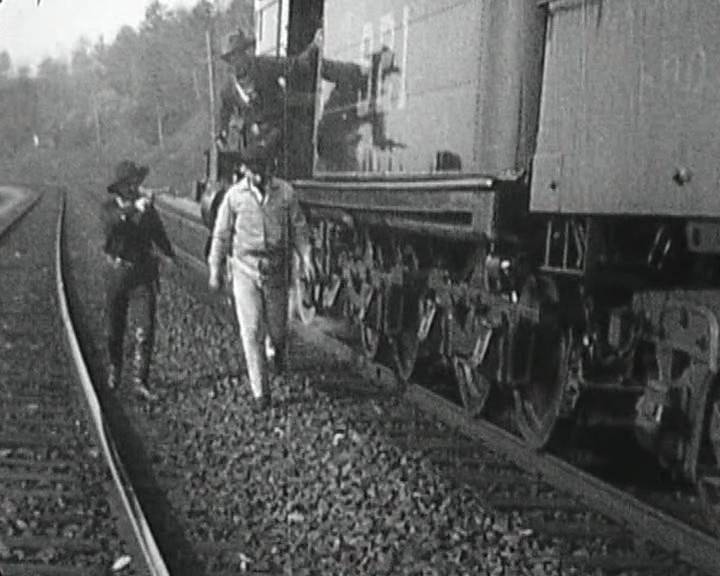
Scène du film Le Vol du grand rapide (The Great Train Robbery).

- Le Vol du grand rapide, film de 1903 considéré comme le premier western américain[2].
- O Assalto ao Trem Pagador, film brésilien sur l'attaque du train de Japeri (1962).
- Un train d'or pour la Crimée, nouvelle de Michael Crichton (1975).
- La Grande Attaque du train d'or, film de Michael Crichton avec Sean Connery et Donald Sutherland (1979).
- L'Attaque du train, épisode de la série Firefly autour d'un braquage de train.
- Un plan presque parfait (Dead Freight), un épisode de la série Breaking Bad dans lequel de la méthylamine convoyée par un train est volée en pleine ligne.
- La Poursuite (en), un roman de Clive Cussler.
- Coup double, comédie de 1986 où deux anciens braqueurs envisagent une dernière attaque de train.
- Dead Freight (en), épisode 5 de la saison 5 de Breaking Bad, mettant en scène le vol du contenu d'un wagon citerne.